# Al-Fazl
Al-Fazl (Urdu الفضل DMG al-Faḍl) ist das wichtigste Publikationsorgan der Ahmadiyya Muslim Jamaat. Gegründet 1913 in Qadian, erschien die Zeitung zunächst einmal in der Woche, dann dreimal in der Woche und seit 1935 täglich. Sie wurde bis 1947 in Qadian herausgegeben, seit der Abspaltung Pakistans von Indien zunächst bis 1954 in Lahore und seit 1955 in Rabwah.
Die Al-Fazl erscheint als (lokale) Tageszeitung in Rabwah und als (internationales) Wochenblatt in London. Die Al-Fazl ist überwiegend in Urdu verfasst und veröffentlicht unter anderem die Freitagsansprachen und wichtige Sprüche sämtlicher Kalifen der Glaubensgemeinschaft. Al-Fazl International wird seit 7. Januar 1994 als internationale Wochenzeitung von Islam International Publications Ltd. publiziert (ISSN 1352-9587).
In Pakistan sind Al-Fazl und mehrere Monatsmagazine der Ahmadiyya seit 1984 zahlreichen Verfolgungsmaßnahmen durch die Justiz ausgesetzt.